# Laut Tador (Tebing Syahbandar)
Laut Tador is een bestuurslaag in het regentschap Serdang Bedagai van de provincie Noord-Sumatra, Indonesië. Laut Tador telt 1586 inwoners (volkstelling 2010).